# デートピア
株式会社デートピア（英: D-topia Inc. ）は、携帯音楽・広告配信・タレントマネージメント・スタジオ運営等の事業を行う、新興エンターテイメント企業である。
本社は東京都渋谷区に所在し、他に京都支社、レコーディング＆リハーサルスタジオを関東に3スタジオ、関西1スタジオの計4スタジオ保有する。

## 主な所属アーティスト
- Ready Candy Camp
- きゅい〜ん'ズ

2007年9月にTSUTAYA onlineとのタイアップで「LIVE D-LIVE」と銘打った、所属アーティストのみでのチャリティーライブも実施した。

## 過去の所属アーティスト
- OUTSIDE SIGNAL（2007年2月26日解散）
- 鈴音光り（2008年7月27日引退）
- 80_pan（元ハレンチ☆パンチ→80★PAN!）（2009年6月19日解散）
- 大空さや
- 雅千夏
- Saori@destiny(2012年4月1日引退）
- KOR=GIRL
- Kaze
- みなめろ(c)
- ICTラブリ~ず
- Aira Mitsuki
- BUZZOO
- 高梨マリアーニ
- 虹色fanふぁーれミライグミ06（2019年1月26日活動終了）

## 概歴
- 2004年7月 OUTSIDE SIGNAL がワーナーミュージック・ジャパンよりメジャーデビュー
- 2004年10月 「デートピア有限会社」組織変更により、資本金3,000万円にて「株式会社デートピア」となる
- 2005年8月 ハレンチ☆パンチ　Victor Entertainmentよりメジャーデビュー。
- 2005年10月 本社を渋谷に移転。
- 2007年2月 SOUND STUDIO 335  経営権取得
- 2007年3月 BEAT MINTS STUDIO  経営権取得
- 2007年3月 「ニューメディアプロモーション課」設立
- 2007年5月 「MEGA TRANCE歌姫オーディション」を主催、恵比寿ガーデンホールで決勝大会を開催
- 2007年8月 Aira Mitsuki　映画「トランスフォーマー」のプロモーションタイアップ企画「トランスフォーマーカフェ」のテーマソングでCDデビュー。
- 2007年12月 Saori@destiny　MMORPG「シークレットオンライン」のオープニングBGMとしてシングル「My Boy」が採用されインディーズデビュー。
- 2008年3月 ビクターエンタテインメント、avex-iと提携・連携したメジャーレーベル「デートピア・エンターテイメント」を設立
- 2010年9月 ユニバーサルミュージックと提携したメジャーレーベル「デートピア・ユニバース」を設立
- 2015年11月 第7回 TOKYO BOYS COLLECTIONファイナリスト3人のユニットBUZZOOCDデビュー。
- 2017年11月 マネジメントしているグループアイドル虹色fanふぁーれに所属していた元メンバー4人から、報酬・所属について一方的に不利な契約を結ばされたとして、東京地裁へ提訴された。[1][2][3][4][5]。